# Tour della nazionale maschile di rugby a 15 dell'Argentina 1965
Il Tour della Nazionale di rugby a 15 dell'Argentina 1965 fu una serie di incontri di rugby disputati dalla nazionale argentina di rugby a 15 in Rhodesia e Sudafrica nel 1965.
Nel 1965 nasce la leggenda dei Pumas: la nazionale argentina di rugby union si reca in tour in Sudafrica. 
Il termine "Pumas" nasce dal fatto che i giornalisti sudafricani scambiano il giaguaro sulla maglia biancoleste per un Puma.
Storico il successo contro gli Junior Springboks, in quello che in Sudafrica divenne il "black saturday" : gli Junior battuti dagli argentini e gli Springboks sconfitti in Australia.

## Organizzazione
La selezione argentina si imbarcò da Buenos Aires il 4 maggio, Lo slogan dei giocatori argentini alla partenza era “vamos a aprender”, ("andiamo ad imparare") perché si aspettavano sconfitte in serie, da capitalizzare come esperienza per il futuro.
Invece i risultati furono superiori alle attese.
Il tour venne organizzato su invito della federazione sudafricana, che aveva già inviato due volte delle selezioni nazionali in Argentina.
Probabilmente nessun tour fu preparato così a lungo nella storia del rugby. All'allenatore designato, Alberto Camardón, venne affiancato come vice Ángel Guastella.
Sin dal dicembre 1964 il nucleo dei migliori giocatori della capitale iniziò a allenarsi e prepararsi scrupolosamente.
Ogni fine settimana la nazionale argentina disputò nel mese di febbraio-marzo una serie di amichevoli con i club della capitale e non solo: Obras Sanitarias, Alumni, Newman, Córdoba, Rosario, Duendes e Old Georgian.
Il 6 aprile giunse per aiutare nella preparazione Izaak van Heerden, famoso tecnico sudafricano, che completò la preparazione e la formazione oltre che per i giocatori anche per tecnici argentini, cileni ed uruguaiani.

## Risultati

### Iltest match
| Arbitro: | Piet Robbertse |

| |            | |
| du Preez (2) | mt         | España Loyola Pascual |
| | tr         | Poggi |
| Pretorius Serfontein Ackerman v.d. Schyff Wiggett Bladen du Preez Dercksen v. Rensburg Storm Claassen Irvine du Piesanie Slabber Claasen | Formazioni | Cazenave Neri Pascual Rodríguez Jurado España Poggi Etchegaray García Yáñez González del Solar Foster Otaño Schmidt Scharemberg Loyola Silva |

### Gli altri incontri
| Data           | Incontro                                  | Risultato | Sede                     |
| -------------- | ----------------------------------------- | --------- | ------------------------ |
| 8 maggio 1965  | Rhodesia ― Argentina XV                   | 17-12     | Salisbury                |
| 12 maggio 1965 | Northern Transvaal ― Argentina XV         | 25-13     | Pietersburg              |
| 15 maggio 1965 | Western Transvaal ― Argentina XV          | 11-38     | Potchefstroom            |
| 19 maggio 1965 | Africa del Sud-Ovest ― Argentina XV       | 5-43      | Windhoek                 |
| 22 maggio 1965 | Eastern Transvaal ― Argentina XV          | 9-22      | Ermelo                   |
| 26 maggio 1965 | Griqualand West ― Argentina XV            | 12-32     | Kimberley                |
| 29 maggio 1965 | North Eastern Districts ― Argentina XV    | 6-17      | Aliwal North             |
| 1º giugno 1965 | Border ― Argentina XV                     | 6-6       | Queenstown               |
| 3 giugno 1965  | Eastern Province ― Argentina XV           | 6-27      | Cradock                  |
| 5 giugno 1965  | South Western Districts ― Argentina XV    | 3-0       | Oudtshoorn               |
| 9 giugno 1965  | Southern Universities ― Argentina XV      | 6-22      | Città del Capo, Newlands |
| 12 giugno 1965 | Boland ― Argentina XV                     | 12-20     | Wellington               |
| 16 giugno 1965 | Orange Free State ― Argentina XV          | 14-17     | Welkom                   |
| 23 giugno 1965 | Natal ― Argentina XV                      | 14-24     | Durban                   |
| 26 giugno 1965 | South African Districts XV ― Argentina XV | 31-11     | Bloemfontein             |

## Giocatori e statistiche individuali
Di seguito elencati i giocatori selezionati nel gruppo della rappresentativa argentina prendenti parte alla tournée in Sudafrica.
| Nome                       | Presenze | Mete | Trasformazioni | Calci piazzati | Drop | Mark | Punti |
| -------------------------- | -------- | ---- | -------------- | -------------- | ---- | ---- | ----- |
| Eduardo Poggi              | 13       | 6    | 16             | 0              | 13   | 0    | 95    |
| Roberto Cazenave           | 11       | 2    | 11             | 0              | 4    | 1    | 43    |
| Aitor Otaño                | 13       | 7    | 0              | 0              | 0    | 0    | 21    |
| Raúl Loyola                | 12       | 7    | 0              | 0              | 0    | 0    | 21    |
| Héctor Goti                | 12       | 7    | 0              | 0              | 0    | 0    | 21    |
| Marcelo Pascual            | 12       | 6    | 0              | 0              | 0    | 0    | 18    |
| Héctor Silva               | 13       | 5    | 0              | 0              | 0    | 0    | 15    |
| Juan Benzi                 | 7        | 4    | 0              | 0              | 0    | 1    | 15    |
| Eduardo España             | 12       | 4    | 0              | 0              | 0    | 1    | 15    |
| Luis Gradín                | 9        | 3    | 0              | 0              | 0    | 0    | 9     |
| Enrico Neri                | 9        | 3    | 0              | 0              | 0    | 0    | 9     |
| José Imhoff                | 10       | 2    | 0              | 0              | 0    | 0    | 6     |
| Arturo Rodríguez Jurado    | 6        | 2    | 0              | 0              | 0    | 0    | 6     |
| Jorge Dartiguelongue       | 6        | 1    | 1              | 0              | 0    | 0    | 5     |
| Eduardo González del Solar | 11       | 1    | 0              | 0              | 0    | 0    | 3     |
| Guillermo McCormick        | 7        | 1    | 0              | 0              | 0    | 0    | 3     |
| Rodolfo Schmidt            | 10       | 1    | 0              | 0              | 0    | 0    | 3     |
| Luis García Yáñez          | 12       | 0    | 0              | 0              | 0    | 0    | 0     |
| Enrique Scharenberg        | 10       | 1    | 0              | 0              | 0    | 0    | 0     |
| Ronaldo Foster             | 11       | 0    | 0              | 0              | 0    | 5    | 0     |
| Manuel Beccar Varela       | 9        | 0    | 0              | 0              | 0    | 0    | 0     |
| A. Echegaray               | 7        | 0    | 0              | 0              | 0    | 0    | 0     |
| Agustín Silveyra           | 6        | 0    | 0              | 0              | 0    | 0    | 0     |
| Ricardo Handley            | 5        | 0    | 0              | 0              | 0    | 0    | 0     |
| Walter Aniz                | 5        | 0    | 0              | 0              | 0    | 0    | 0     |
| Guillermo Illia            | 4        | 0    | 0              | 0              | 0    | 0    | 0     |